# شییوووو
شییوووو (به صربی: Šljivovo) یک منطقهٔ مسکونی در صربستان است که در الکساندراواک واقع شده‌است. شییوووو ۳۷۹ نفر جمعیت دارد.